# ترویلیو
ترویلیو (به ایتالیایی: Treviglio) یک کومونه در ایتالیا است که در استان برگامو واقع شده‌است.

## خصوصیات
ترویلیو ۳۱٫۵۴ کیلومترمربع مساحت و ۲۸٬۵۵۱ نفر جمعیت دارد و ۱۲۵ متر بالاتر از سطح دریا واقع شده‌است.

## خواهرخوانده
شهرهای لاوینگن، تی‌یس و رومزی خواهرخوانده‌های ترویلیو هستند.